# Bacillus cereus
Bacillus cereus là vi khuẩn Gram dương, hình que, sinh bào tử, kỵ khí. Một số chủng vi khuẩn B. cereus gây ngộ độc thực phẩm, trong khi một số chủng lại có lợi cho hệ vi sinh vật đường ruột của động vật.

## Hình ảnh

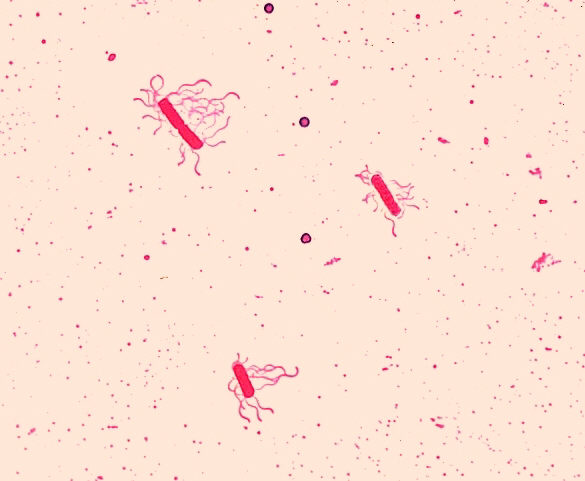
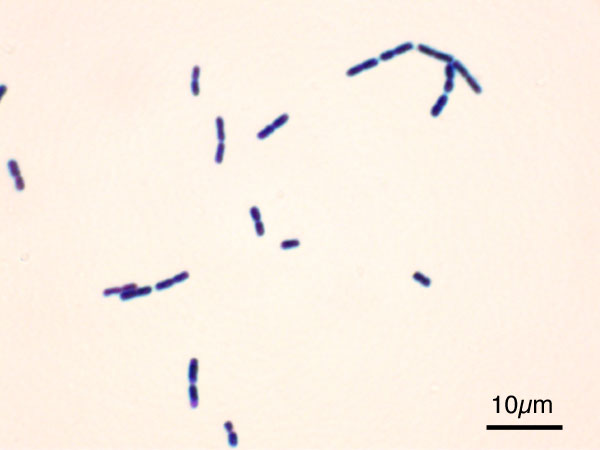
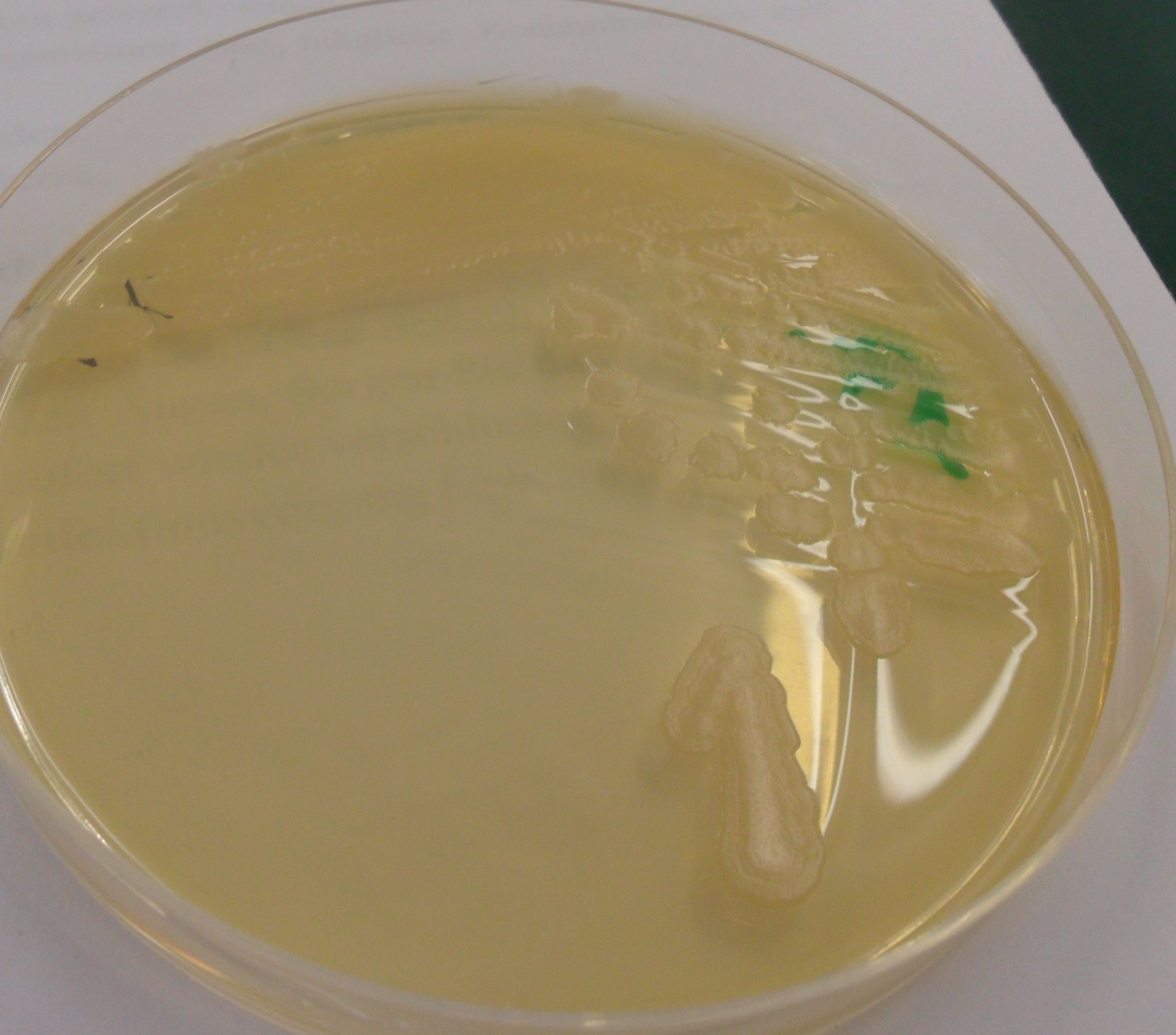
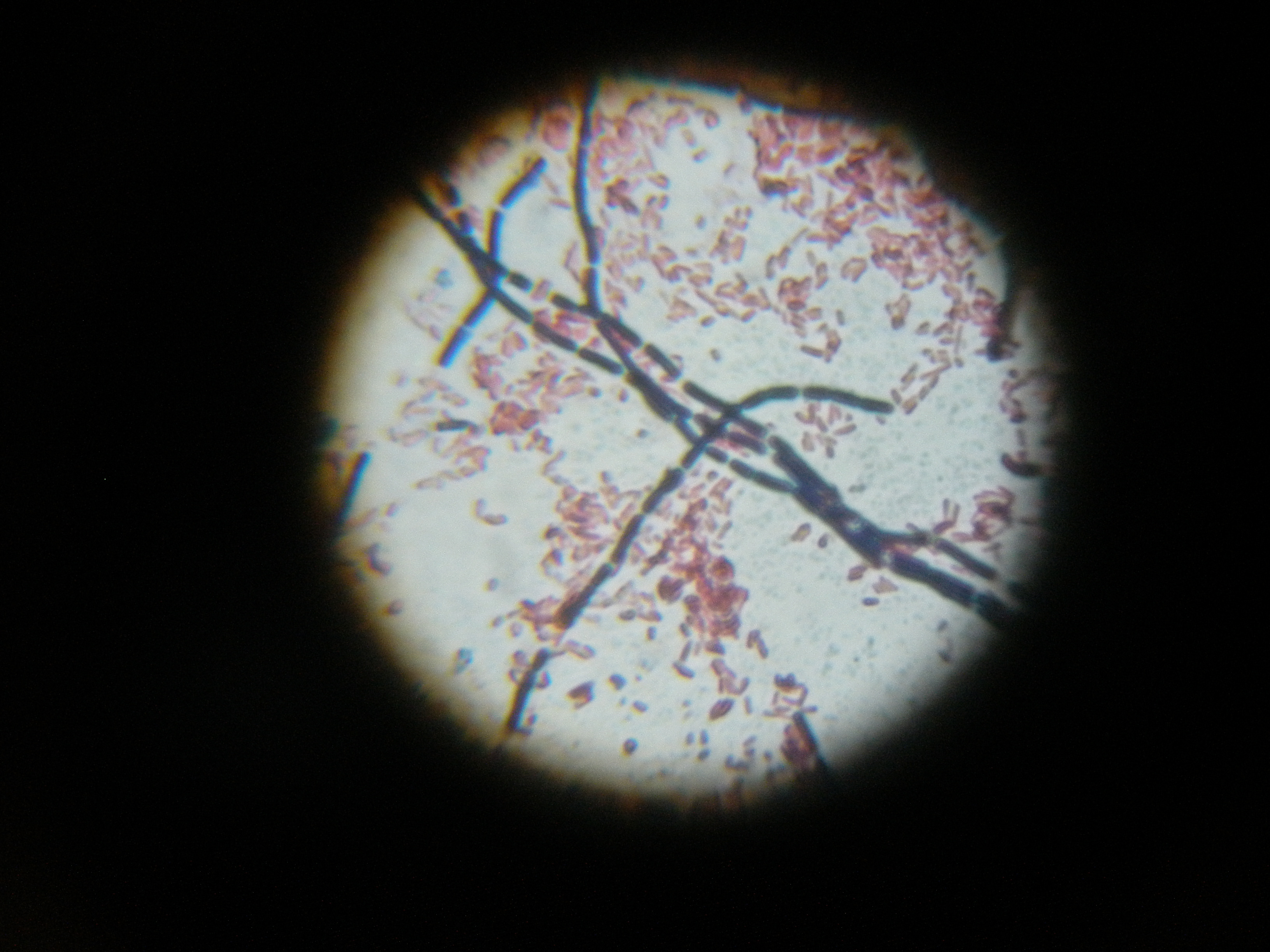